# Pavonia cochensis
Pavonia cochensis là một loài thực vật có hoa trong họ Cẩm quỳ. Loài này được J.R.Johnst. mô tả khoa học đầu tiên năm 1905.